# Eutropio (nome)
Eutropio  è un nome proprio di persona italiano maschile.

## Varianti
- Femminili: Eutropia[1]

### Varianti in altre lingue
- Catalano: Eutropi
- Francese: Eutrope
- Greco antico: Ευτροπιος (Eutropios)[3]
  - Femminili: Ευτροπια (Eutropia)[3]

- Latino: Eutropius[1][3]
  - Femminili: Eutropia[1]
- Polacco: Eutropiusz
- Portoghese: Eutrópio
- Spagnolo: Eutropio[3]

## Origine e diffusione
Continua il nome greco Ευτροπιος (Eutropios), basato sul termine ευτροπος (eutropos): è composto dalle radici εὖ (eu, "bene") e τρεπω (trepo, "piegare"), quindi può essere interpretato come "docile", "di buono costumi", "versatile" o "variabile".

## Onomastico
L'onomastico si può festeggiare in memoria di numerosi santi, nei giorni seguenti:
- 12 gennaio, sant'Eutropio, aiutante di san Giovanni Crisostomo[4][5]
- 3 marzo, sant'Eutropio, martire con altri compagni sotto Galerio[4][6]
- 30 aprile, sant'Eutropio di Saintes, vescovo[4]
- 27 maggio, sant'Eutropio di Orange, vescovo[4]
- 15 luglio, sant'Eutropio, martire con Zosima e Bonosa a Fiumicino[4]
- 30 ottobre, santa Eutropia di Alessandria, martire ad Alessandria d'Egitto[4]
- 14 dicembre, sant'Eutropia, sorella di san Nicasio, martire con lui e altri compagni durante un'invasione barbarica a Reims[7]

## Persone
- Eutropio, politico e scrittore romano
- Eutropio, console romano
- Eutropio, funzionario dell'Impero romano d'Occidente
- Eutropio di Orange, vescovo e santo francese
- Eutropio di Saintes, vescovo e santo francese

### Variante femminile Eutropia
- Eutropia, imperatrice romana
- Eutropia, figlia di Costanzo Cloro